# Infanteribrigad 77
Infanteribrigad 77, förkortat IB 77, var ett typförband i svenska armén.
Det svenska försvaret har mött hotförändringen med en vapenutveckling, som anpassats till den svenska terrängen och ekonomin. Organisation och taktik har kontinuerligt förändrats.
De svenska brigaderna förnyades och förbättrades vart tionde år, vilket översikten nedan visar. Organisationsförändringar och tillförsel av nya vapen skedde dock under hela den tioårsperiod organisationen var i bruk. Infanteribrigad 77 fanns även som Infanteribrigad 77R (IB 77R). Skillnaden mellan IB 77 och IB 77R är att brigaden tillfördes ytterligare en skyttebataljon (se till exempel Värmlandsbrigaden) vilka tillfördes Robot 56 Bill.
I samband med att de svenska brigaderna skulle mekaniseras och gå in i IB 2000 under 1990-talet, skänktes en stor del av materielen avsedd för krigsförband av typ Infanteribrigad 77 till Baltikum i baltstödsprojektet.

## Infanteribrigadens organisation
- Brigadledning
- Brigadspaningskompani (utbildades senast 1990–1991) som innehöll 4 motoriserade plutoner:
  - Brigadspaningskompaniet bestod av chef och stf chef, en stabsgrupp om 10 man, fyra spaningsplutoner om 21 man vardera (tre spaningsgrupper per pluton), samt en trosstropp om 12 man, summa 108 man. Beväpning utöver personliga vapen utgjordes av 12 ksp 58, 36 pansarskott, 8 granatgevär m/48 och 64 stridsvagnsminor.[1]
- Tre brigadskyttebataljoner (fyra stycken bataljoner i IB 77R) som vardera bestod av:
  - Fyra skyttekompanier (tre i IB77R) med tre skytteplutoner, en pansarvärnstropp samt en stabs- och trosstropp
  - Ett tungt stabsgranatkastarkompani med ledningspluton, spaningspluton, två granatkastarplutoner, trosspluton (IB 77R)
  - Ett stabskompani med ledningspluton, spaningspluton, pansarvärnspluton och trosspluton (IB 77)
  - Ett granatkastarkompani med eldledningspluton och två granatkastarplutoner (IB 77)
  - Ett trosskompani

På brigadnivå fanns också:
- Ett brigadpansarvärnskompani
- Ett bandpansarvärnskompani
- Ett brigadluftvärnskompani
- En brigadhaubitsbataljon
- En brigadingenjörsbataljon
- En brigadunderhållsbataljon

### Rörlighet och transporter
- Huvuddel av truppen - bandvagn och terrängbil
- Kompaniunderhåll - bandvagn och terrängbil
- Bataljonsunderhåll - bandvagn och terrängbil
- Brigadunderhåll - terräng- och lastbil

### Eldkraft mot oskyddad trupp
- Enskild soldat - kulsprutepistol m/45, Automatkarbin 4, Automatkarbin 5, spränghandgranat m/56
- Skyttepluton - granatgevär m/48, truppmina 10 och 12
- Skyttekompaninivå -  granatgevär m/48, kulspruta m/58
- Skyttebataljonsnivå - granatgevär m/48, kulspruta m/58, 12 cm granatkastare m/41D.
- Infanteribrigadnivå - Infanterikanonvagn 91 (Ikv 91), 15,5 cm haubits 77A

### Eldkraft mot pansarfordon
- Skyttegrupp - Pansarskott m/68 (och senare Pansarskott m/86)
- Skytteplutonsnivå - granatgevär m/48 (och senare pansarskott m/86), stridsvagnsmina m/52 senare stridsvagnsmina 6
- Skyttekompaninivå - granatgevär m/48 (och senare pansarskott m/86), pansarvärnspjäs 1110, pansarvärnsrobot 56 (IB77R), Fordonsmina 13/14
- Skyttebataljonsnivå - granatgevär m/48 (och senare pansarskott m/86), pansarvärnspjäs 1110,  pansarvärnsrobot 56 (IB77R)
- Infanteribrigadnivå - Infanterikanonvagn 91, pansarvärnspjäs 1110, pansarvärnsrobot 56 (Pvrobot)

### Eldkraft mot flyg
- Skyttekompaninivå - Luftvärnskulspruta (Lvksp) på fordon
- Skyttebataljonsnivå - Luftvärnskulspruta (Lvksp) på fordon
- Infanteribrigadnivå - Luftvärnsrobot (Lvrobot 70), luftvärnskulspruta, 20 mm Lvakan m/40-70.